# Mokrin
Mokrin (cyr. Мокрин) – wieś w Serbii, w Wojwodinie, w okręgu północnobanackim, w mieście Kikinda. W 2011 roku liczyła 5270 mieszkańców.